# Hydrochara obtusata
Espèce
Hydrochara obtusata est une espèce d'insectes coléoptères de la famille des Hydrophilidae, de la sous-famille des Hydrophilinae. Ce coléoptère végétarien (à l'état d'imago) des eaux douces stagnantes ou à faible courant est à comparer à l'espèce européenne Hydrochara caraboides, dite le " petit hydrophile ".

## Distribution
Amérique du Nord : Canada et États-Unis.